# قيم (موروثات)

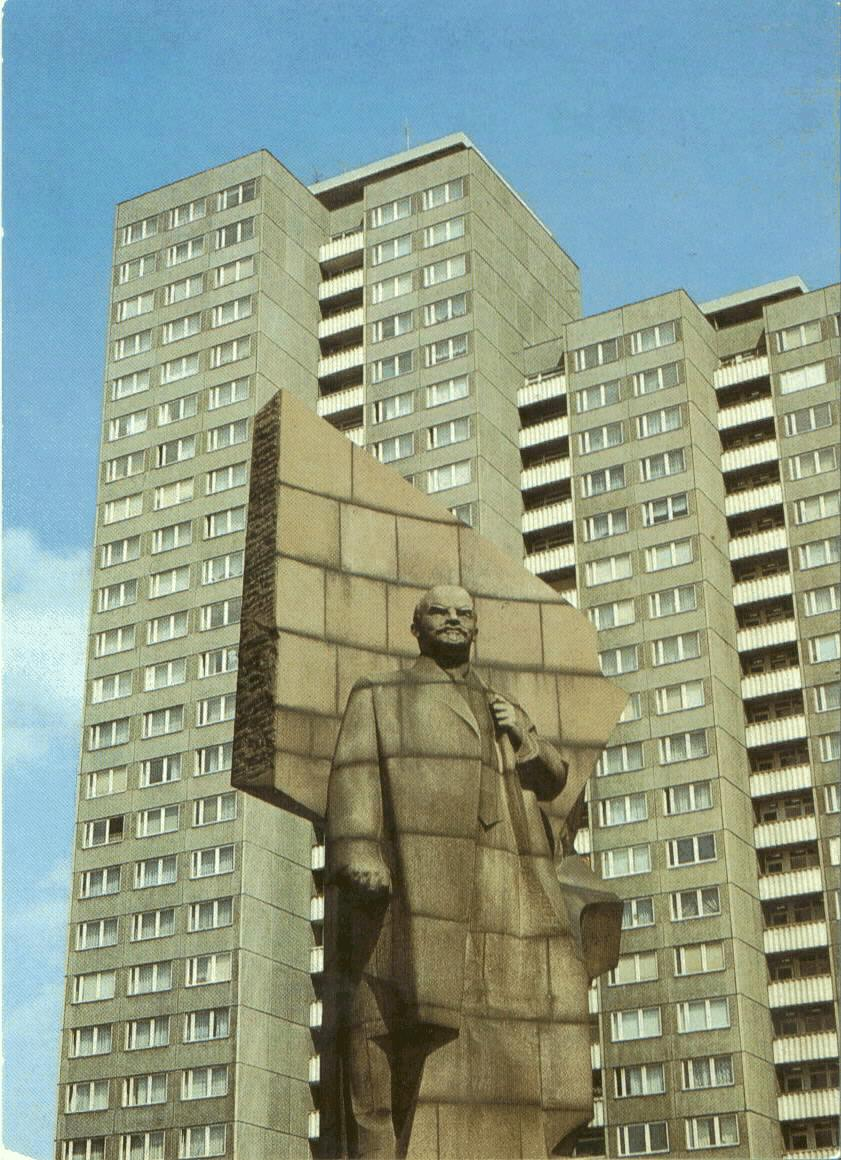
إن تغير القيم شهد تدمير ودفن هذا النصب التذكاري عام 1991، وفي عام 2010 أعلن أنه من المخطط له قطع رأس النصب التذكاري ووضعه في متحف للتماثيل المخزية

يتم تعريف القيم التي يتم تجسيدها في التراث الثقافي من أجل تقييم مغزاها ووضع الأولويات للموارد وتوفير المعلومات لعملية صناعة القرار بشأن الحماية. وهناك إقرار بأن القيم قد تتنافس وتتغير بمرور الوقت، وأن التراث قد تكون به معانٍ متباينة لمختلف أصحاب المصالح.

## الأصول
يرجع الفضل لألويس ريجل في تطوير مفهوم جون راسكن لمصطلح «ارتفاع الصوت» بحيث تحول إلى تصنيف نظامي للقيم المختلفة لأي نصب تذكاري. ففي مقاله عام 1908 بعنوان Der moderne Denkmalkultus (العبادة العصرية للنصب التذكارية) يصف القيم التاريخية والقيمة الفنية والقيمة العمرية والقيمة التذكارية وقيمة الاستخدام وقيمة الحداثة. ويبرهن ريجل على أن بعضًا من هذه القيم يتعارض مع بعضه البعض ويزعم أنها قد تكون مصادفة.

## المواثيق والاتفاقيات
يهتم اليونسكو ميثاق التراث العالمي بمواقع ثقافية لها قيمة عالمية متميزة، من منظور تاريخي أو جمالي أو علمي أو عرقي أو أنثروبيولوجي، ويبرز مدى الحاجة إلى أصالة. كما تمت مناقشته في ميثاق فينيسيا لعام 1964، فإن القيم والسؤال القائل «لماذا نحافظ عليها؟» هما موضع تركيز ميثاق بورا لعام 1979 (آخر مراجعة عام 1999). يقال أن المغزى الثقافي «متضمن» في بنية أي مكان وبيئته واستخدامه والأمور المرتبطة به ومعانيه كذلك، وهو يتضمن القيم الجمالية والتاريخية والعلمية والاجتماعية والروحية لأجيال الماضي والحاضر والمستقبل. ومن أجل الحفاظ على هذه القيم يتم الدفاع عن «منهج حذر» قائم على الحد الأدنى من التدخل.

## الممارسة
تقييم مدى الأهمية في العادة يتضمن مراعاة ندرة الأصول وقيمها وكذلك دلالتها التمثيلية وقوتها التواصلية. ويتم بعد ذلك إدارة هذه العناصر من أجل الحفاظ على هذه الأهمية وتعيين قيمة لها. قد يساعد التعامل مع القيمة الاقتصادية للتراث على تعزيز الحفاظ عليه.

## وصلات خارجية
- Assessing the Values of Cultural Heritage (GCI research report){\displaystyle \top }{\displaystyle \top }
- Values and Heritage Conservation (GCI research report; annotated bibliography at pages 73–96){\displaystyle \top }{\displaystyle \top }